# Auckland Grammar School

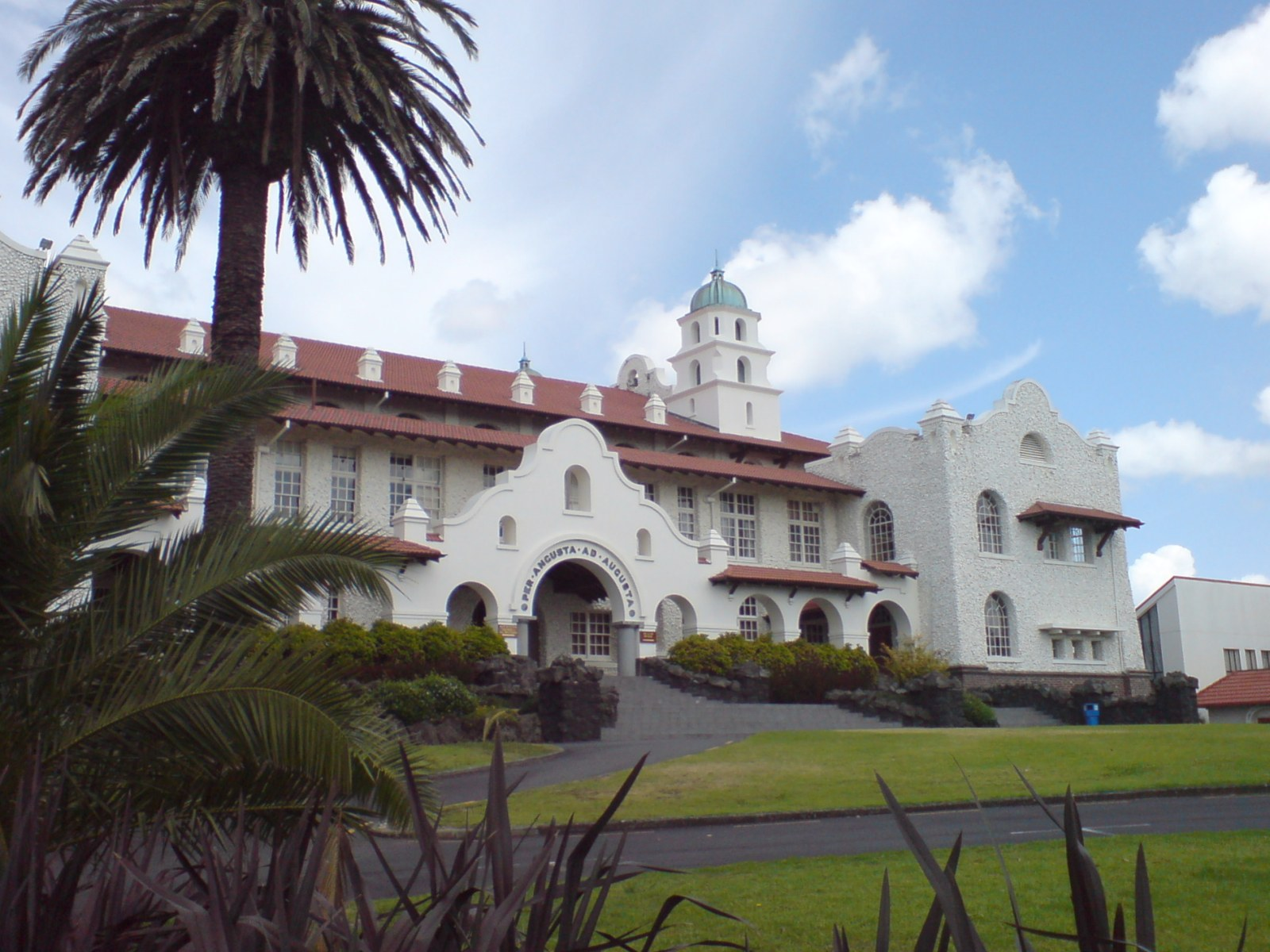
Auckland Grammar School

A Auckland Grammar School é uma escola privada neozelandesa da cidade de Auckland exclusiva para garotos.

## História
A escola foi criada em 1868 e hoje é uma referência na localização de dois lugares históricos: o prédio principal e um memorial de guerra, onde ex-alunos são homenageados por terem lutado em guerrasSir Edmund Hillary
- Russell Crowe